# Нарсе
Нарсе I (*між 228 та 233 — 302) — шахиншах Ірану в 293-302. Ім'я з давньоперської мови перекладається як «чоловіча слава».

## Життєпис

### На чолі сатрапій
Походив з династії Сасанідів. Син Шапура I, шахиншаха Ірану. Народився між 228 та 233. Про молоді роки нічого невідомо. За правління свого батька у 250-260-х послідовно обіймав посади сатрапа Сінда, Сістана, Турана (сучасний північно-західний Пакистан)
У 273 призначено сатрапом Вірменії з титулом царя. На цій посаді перебував до 286, коли почалася війна Ірану з Римською імперією. Водночас у Вірменії повстав Тірдат Аршакид, але Нарсе не зміг нічого протидіяти, зазнавши поразок у двох битвах. В результаті Вірменію було втрачено до 287 року. Остаточно відмовився від неї 293 року.
Надалі можливо обіймав посади сатрапа в Антопатені чи Месопотамії, за іншою версією знову було призначено сатрапом Турану. Після смерті шаха Бахрама II став готуватися до захоплення влади. Цьому сприяло невдоволення частини знаті та деякими зороастрійськими жерцями молодим шахом Бахрамом III. З рештою Нарсе вчинив заколот, на чолі війська рушив на Ктесифон, де повалив шахі-ін-шаха, знищивши своїх ворогів серед знаті. Після цього Нарсе було оголошено новим володарем Сасанідської держави.

### Шахиншах
Для внутрішнього спокою відмовився від жорсткого сповідування зороастризму, скасував усі накази попередників щодо переслідування християнства і маніхейства, забезпечивши релігійним мир у державі.
Виявив значну зовнішню активність, намагаючись відновити втрачені землі. Тому вже у 293 розпочав підготовку до війни з Римською імперією, при цьому у 293—294 направляв імператору Діоклетіану посольства з багатими подарунками з метою приспати пильність.
У 296 Нарсе вдерся до Вірменії з метою заново оволодіти цією країною. В результаті рішучих дій Персія знову захопила Вірменію та Північну Меспотамію, завдавши поразки римлянам у битві при Каллінікі. Але вже у 297 у битві при Саталі шах Нарсе зазнав нищівної поразки, втративши скарбницю, весь свій табір, дружину, сестру та декількох дітей полоненими. Після римські війська знову захопили північну Месопотамію, а у Вірменії відновили владу царя Тірдата III.
З огляду на складну ситуацію Нарсе уклав мирний договір з Римською імперією в Нісібісі, за яким остаточно поступався Північною Месопотамією (тут римляни створили провінцію Ассирію), Вірменія розширювала свої межі та звільнялася з-під влади Персії, незалежним ставало Іберійське царство.
Невдовзі після цього шах Нарсе помер у 302. Йому спадкував син Ормізд II.

## Родина
- Ормізд II, шах Ірану в 302—309
- Пероз, сатрап Сістану у 300—325
- Ормізд-Доухтак